# 5397 Vojislava
5397 Vojislava là một tiểu hành tinh vành đai chính với chu kỳ quỹ đạo là 1469.4369962 ngày (4.02 năm).
Nó được phát hiện ngày 14 tháng 11 năm 1988.